# 中野由紀
中野 由紀（なかの ゆき、1976年8月5日 - ）は、日本の元女子バレーボール選手。

## 来歴
大阪府寝屋川市出身。家族は両親と兄。中学でバレーボールを始める。中学校3年生のときにさわやか杯に大阪北選抜代表として出場。ダイナミックなスパイクで脚光を浴び、オリンピック有望選手に選ばれた。高校進学の際、私学の名門校からの誘いを断り、公立校である大阪府立南寝屋川高校に進学した。
1993年、春高バレー大阪府予選で初優勝し、女子チーム初の公立校代表となった。同年、16歳という史上3番目（当時）の若さで全日本代表に選出、『スーパー女子高生』と話題になった。1995年東洋紡に入社。内定選手時代に第26回実業団リーグに出場、新人賞を受賞。1996年、第2回Vリーグ新人賞。
1998年現役引退。

## 人物・エピソード
- 性格は明るい。落ち込んだ時は一人で趣味のカラオケに行く[1]。アップテンポの曲が好きでSMAPやV6の楽曲などを歌う[2]。練習中の流す曲も自分で編集する器用さも合わせ持つ[3]。
- 初恋は小学校3年生の時に相手は同級生。ホワイトデーのお返しにプレゼントをもらったこともあるという[4]。
- 理想の男性タイプは香取慎吾。理由は身長が高く、優しそうで面白そうだから[3]。
- 小さい頃の夢は体育の先生。勉強は嫌いだったが体育が好きで、小さな子供が大好き[3]。

## 球歴
- 全日本代表 - 1993年、1995年
- 全日本代表としての主な国際大会出場歴
  - ワールドカップ - 1995年

## 受賞歴
- 1995年 - 第26回実業団リーグ 新人賞
- 1996年 - 第2回Vリーグ 新人賞

## 所属チーム
- 大阪府立南寝屋川高等学校
- 東洋紡オーキス（1995-1998年）